# Kolowratský palác
Kolowratský palác je barokní komplex na místě původně dvou gotických domů, který se nachází na Ovocném trhu v Praze na Starém Městě v městské části Praha 1. V paláci sídlí mimo jiné Divadlo Kolowrat. Palác je od roku 1964 kulturní památkou.

## Historie paláce

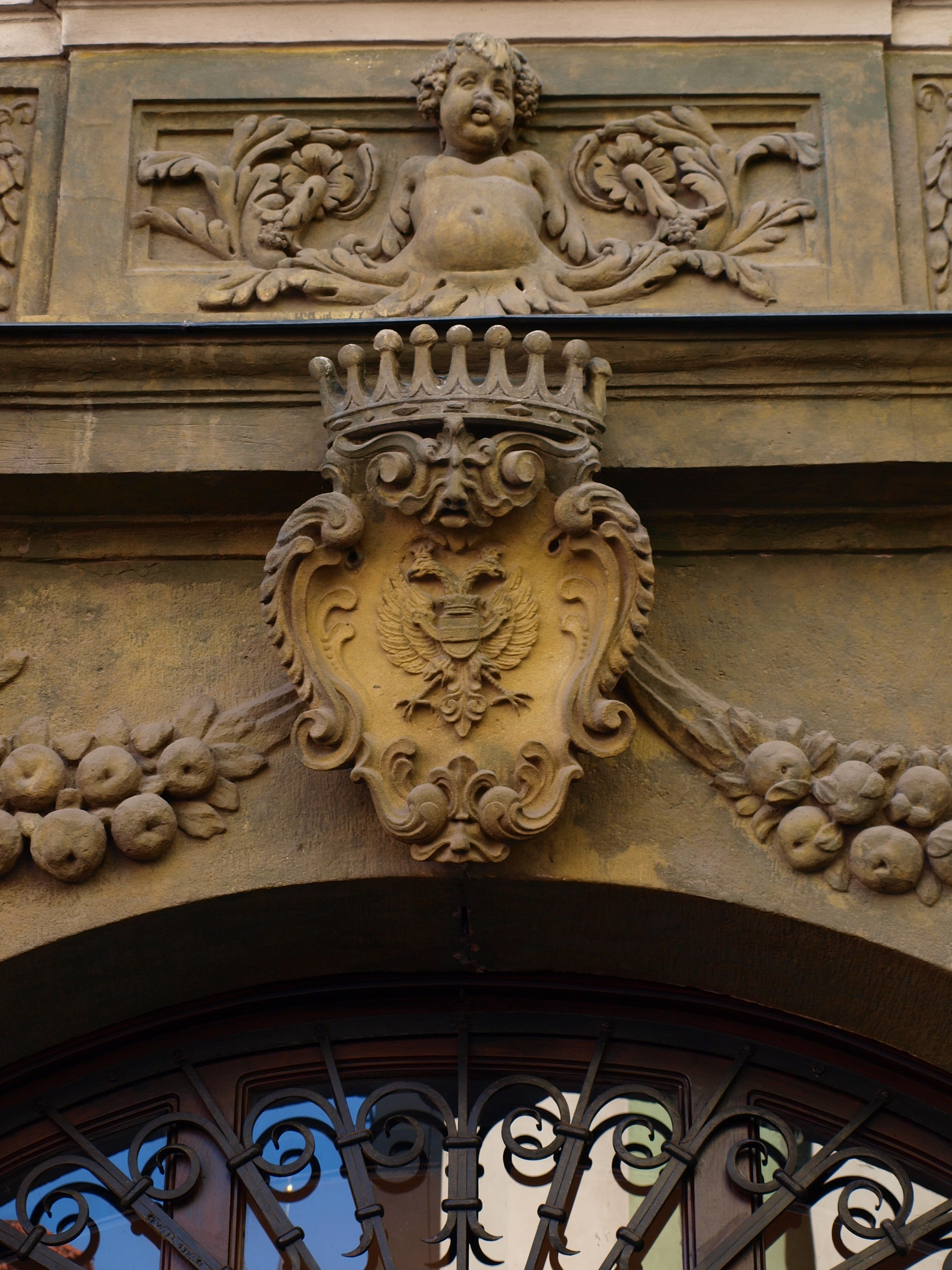
Kolowratský erb nad vstupem do paláce

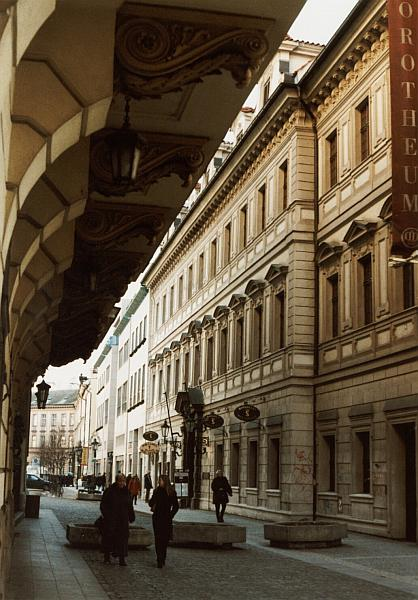
Kolowratský palác na Ovocném trhu, pohled zpod balkónu Stavovského divadla

Do majetku českého šlechtického rodu Kolowratů přešel první dům („U bílého medvěda“) v roce 1670 a jeho přestavbu pravděpodobně navrhoval italský architekt Giovanni Domenico Orsi (1634–1679); tomu odpovídá dnešní čp. 579. Sousední dům („U modrého hroznu“) byl pak v roce 1697 přikoupen a byl připojen k již hotové stavbě, které byl vzhledově zcela přizpůsoben (dům čp. 1087). Celková barokní přestavba obou domů skončila v roce 1725. Vzhled a rozsah původně čtyřkřídlé budovy se salou terrenou a se zahradou sahající až k ulici Na Příkopě v době kolem roku 1830 je patrný z Langweilova modelu Prahy.
Palác byl razantně přestavěn v letech 1927 a 1951 a do dnešních dnů se z původního paláce dochovalo pouze jedno křídlo s průčelím obráceným směrem k Ovocnému trhu, s barokními klenbami v přízemí a malovanými trámovými stropy v 1. patře (2. nadzemním podlaží).

## Po roce 1989
Palác v roce 1991 prošel rekonstrukcí, poté byl vrácen v restituci rodině Kolowratů. Jeho tehdejší majitel hrabě Jindřich hrabě Kolowrat-Krakowský (1897–1996) pak palác v roce 1993 pronajal na dvacet let pražskému Národnímu divadlu za symbolické nájemné jedné koruny české ročně. V této mecenášské podpoře Národního divadla nyní pokračují i jeho potomci .
V podkroví paláce byla umístěna komorní činoherní scéna Národního divadla s názvem Divadlo Kolowrat. Palác je spojen se sousední budovou Stavovského divadla podzemní chodbou.
V roce 2014 se ale vedení Národního divadla rozhodlo Kolowratský palác opustit. Nadále ale trvá, že Kolowrat-Krakowští za symbolickou korunu poskytli Národnímu divadlu celou sousední technickou budovu, bez které by nebyl myslitelný provoz Stavovského divadla.

## Galerie

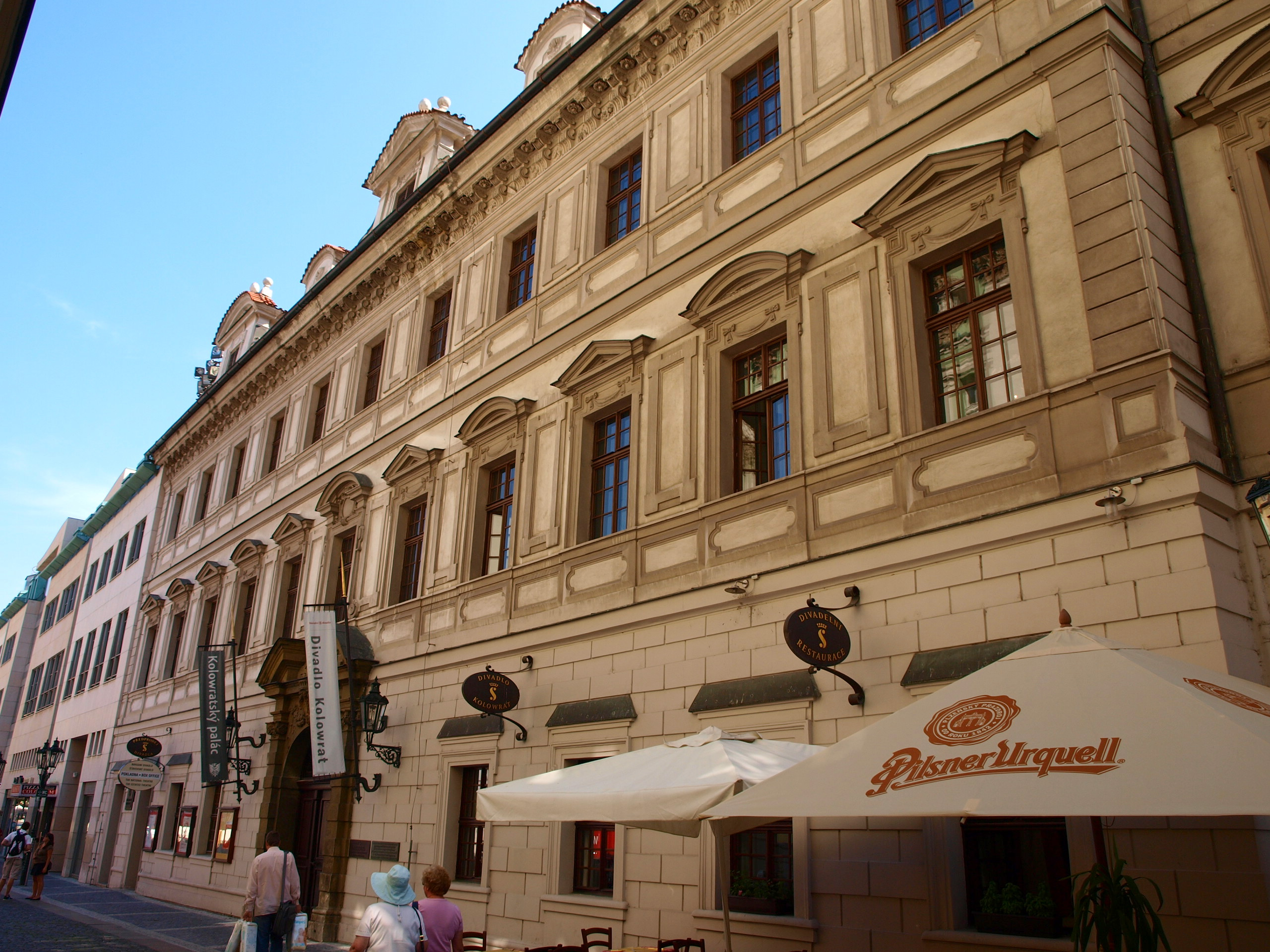
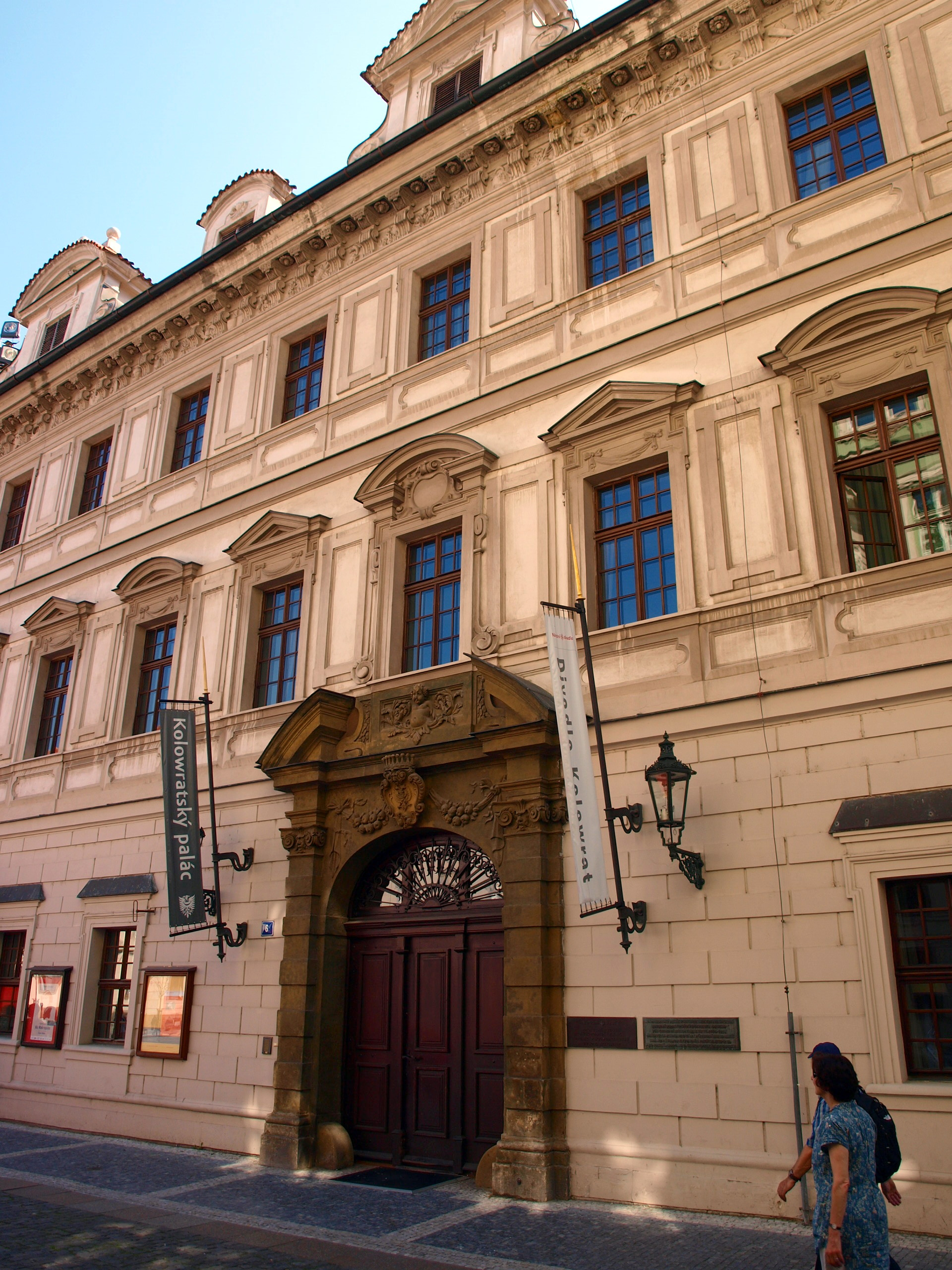
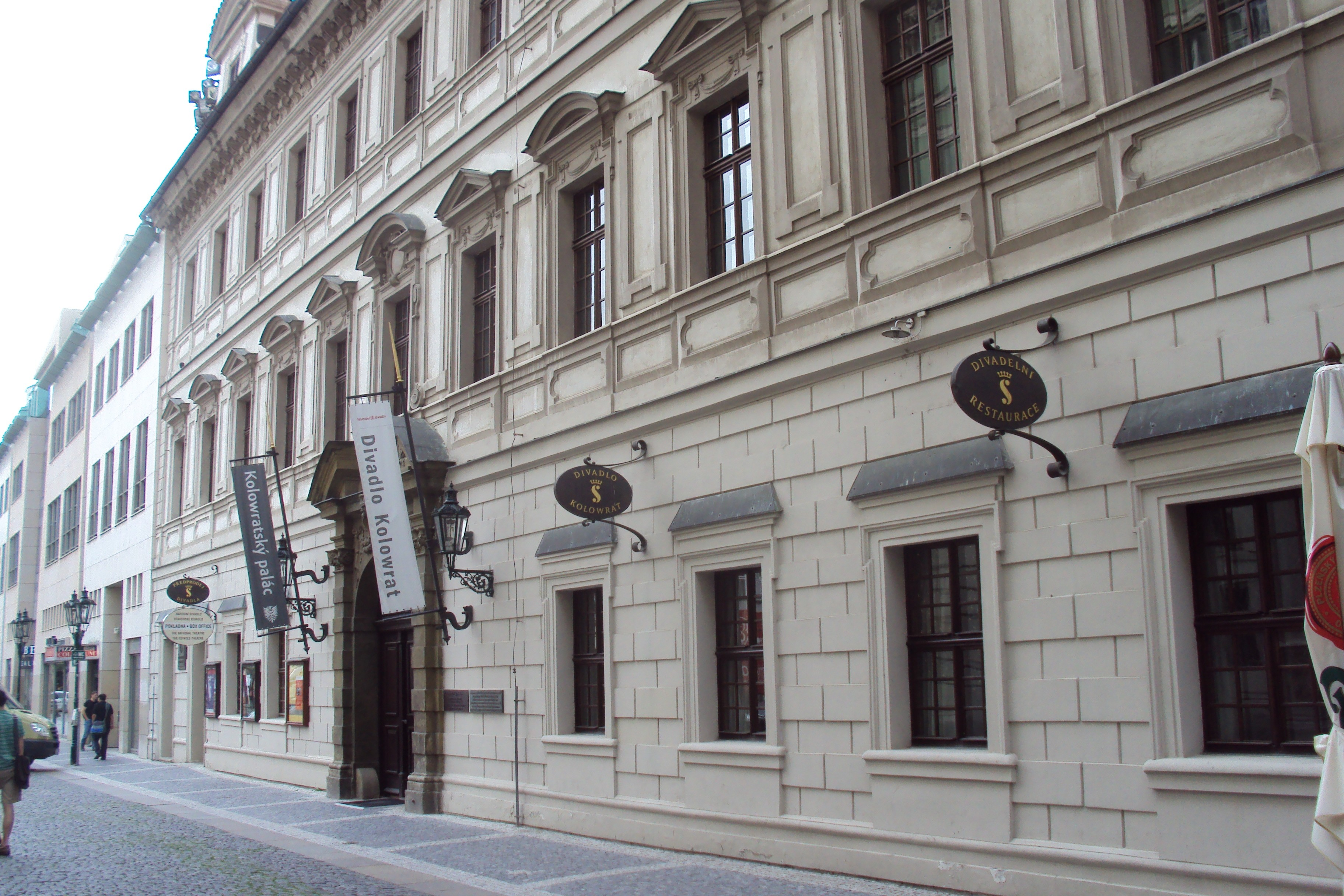
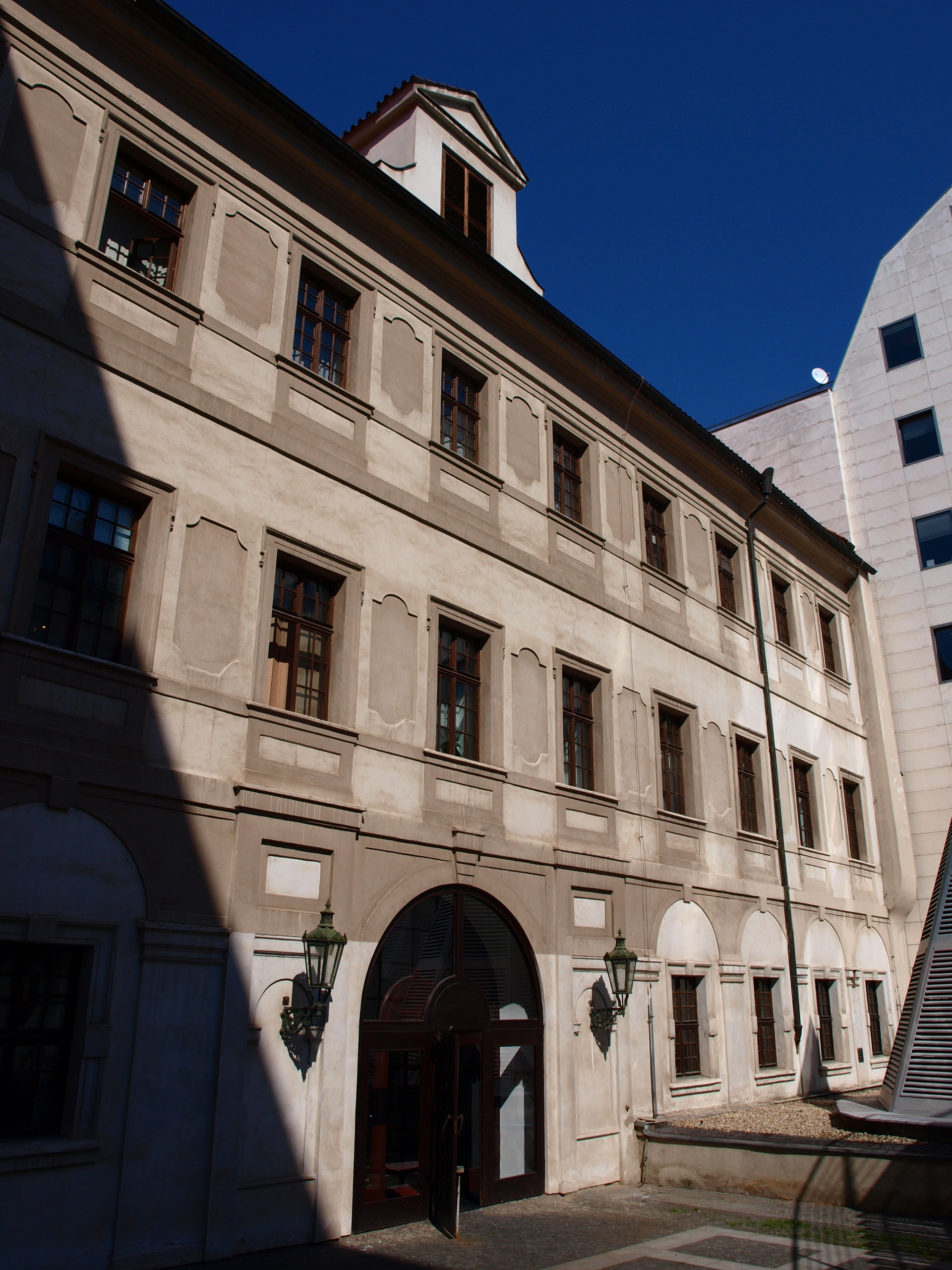
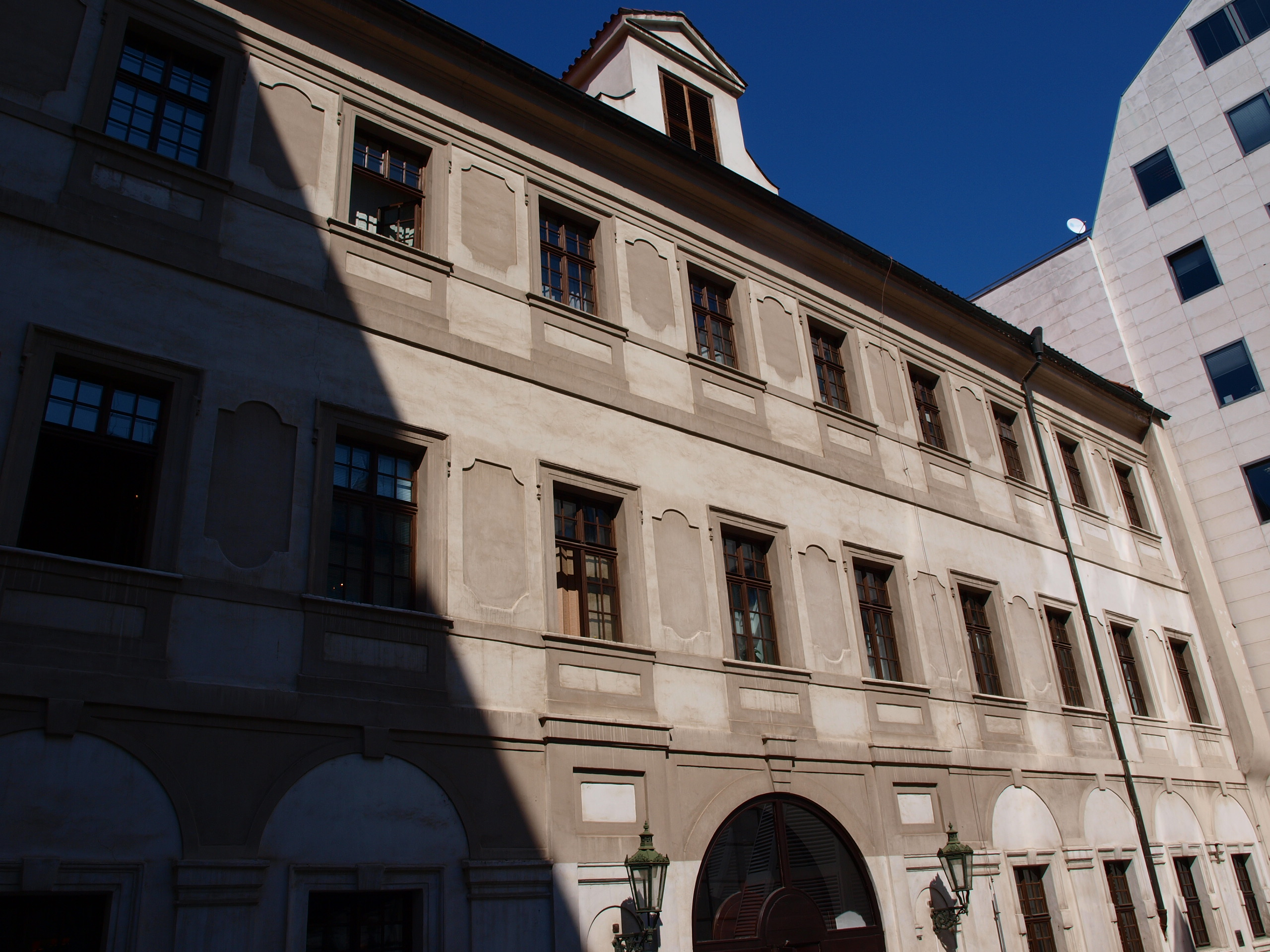
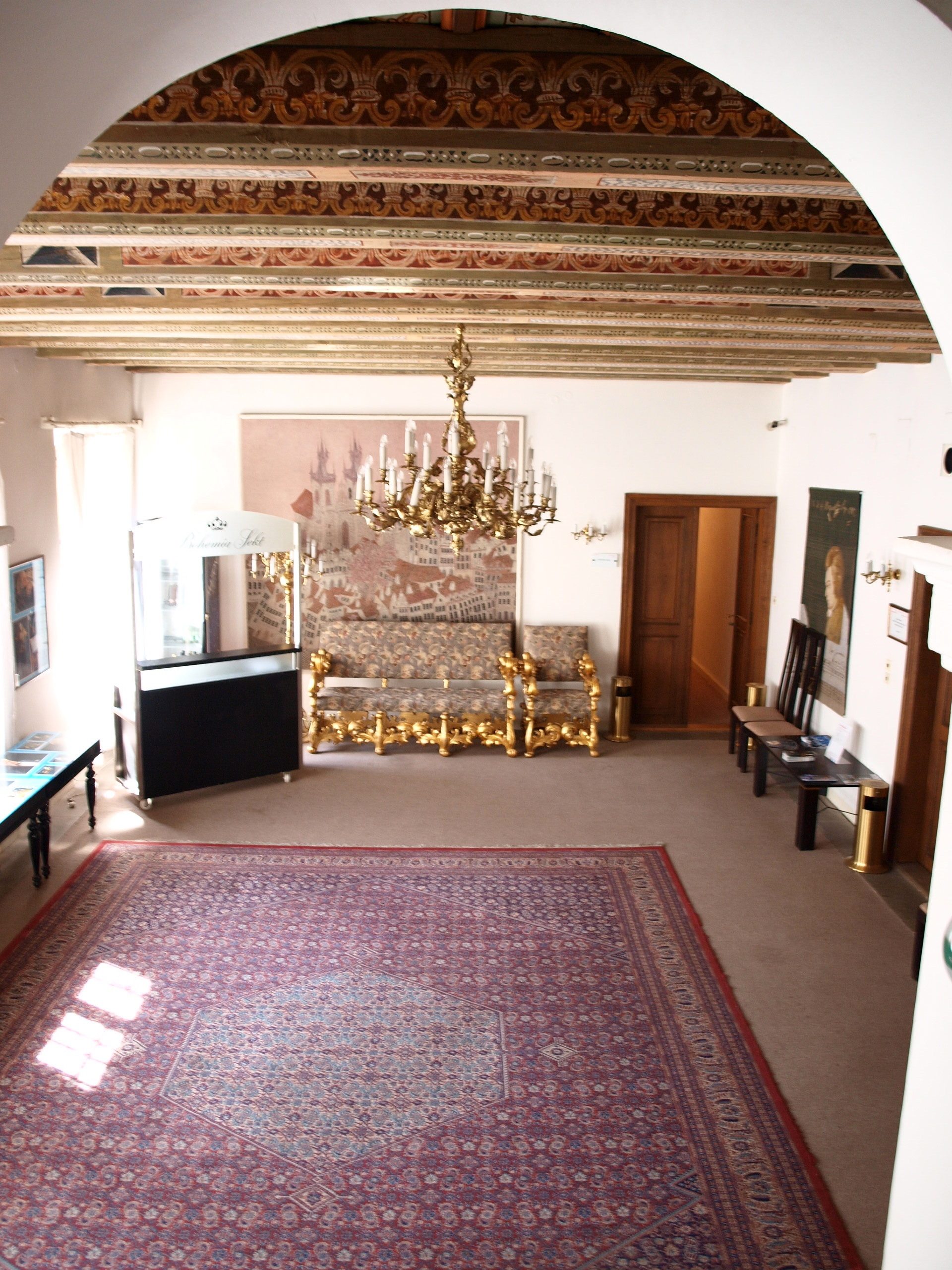
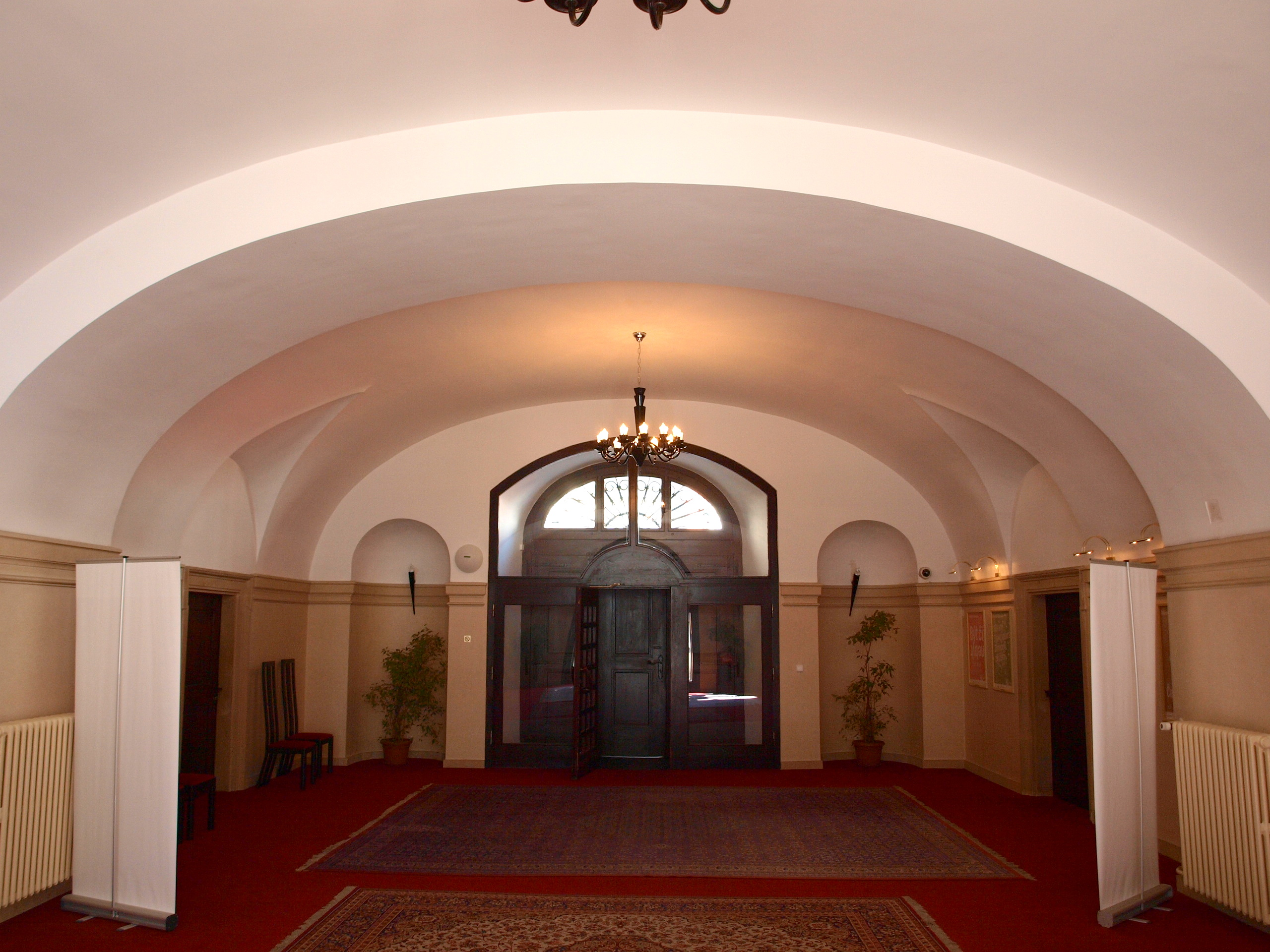
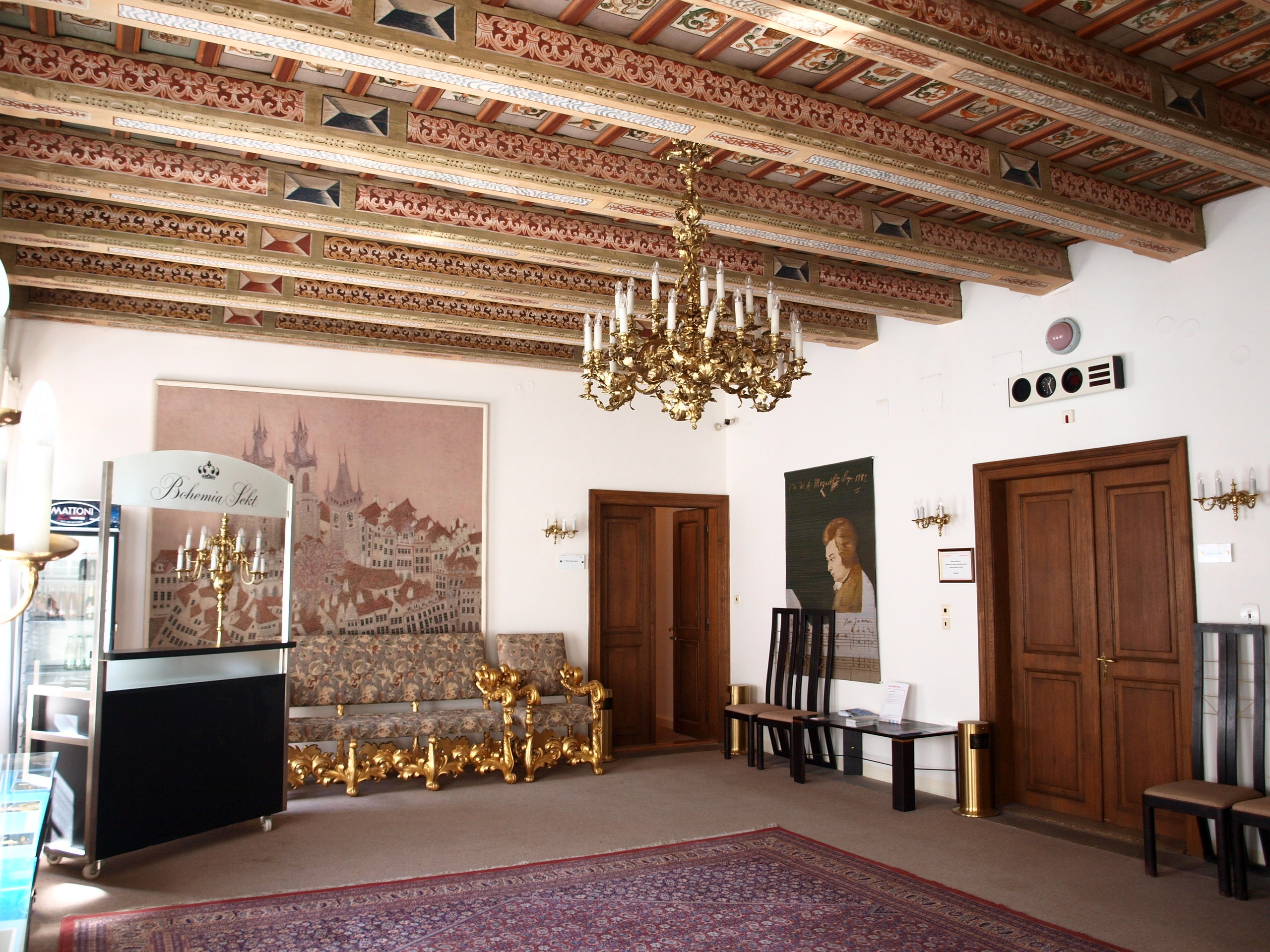
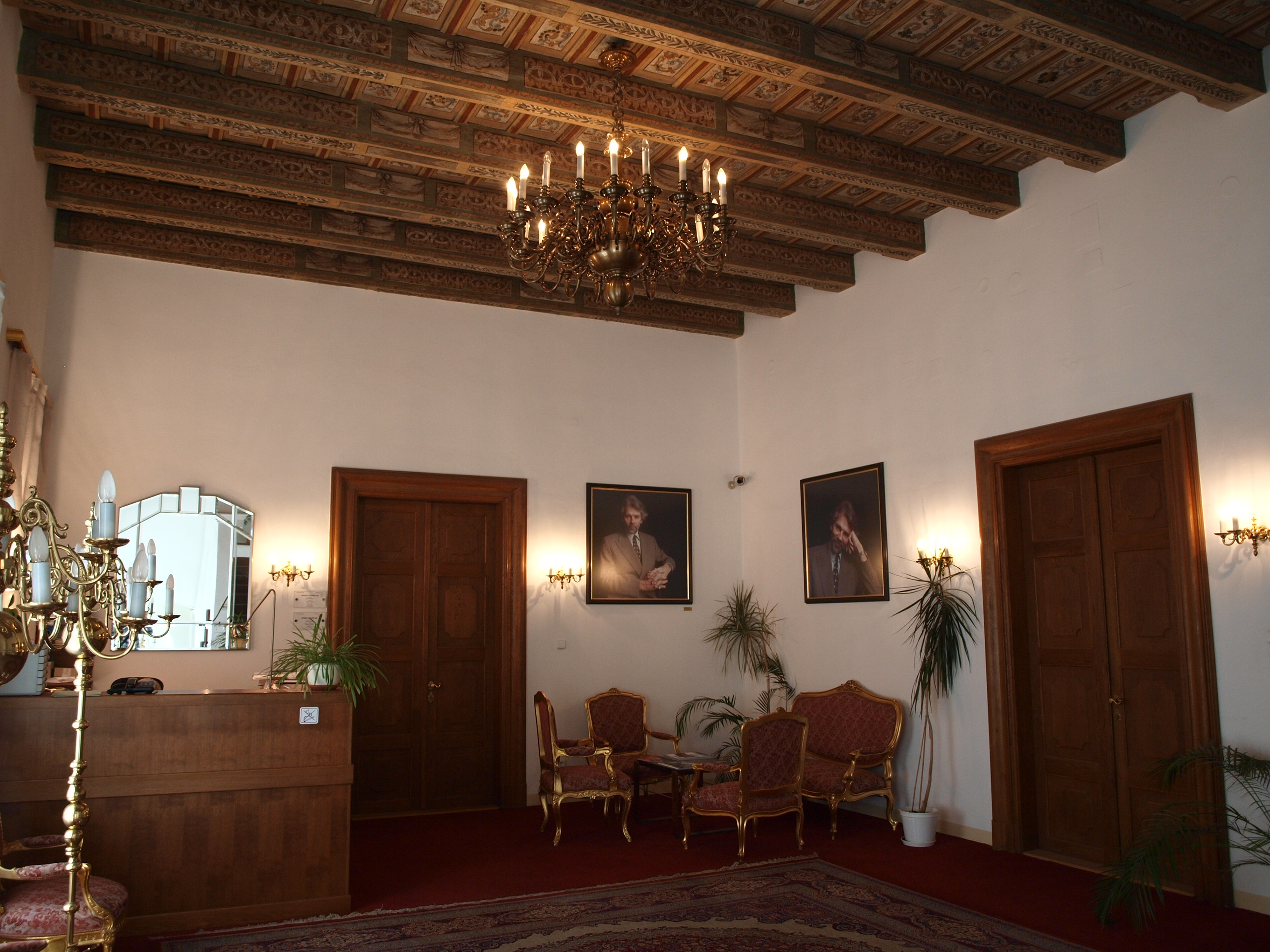